# Matej Holmar
Matej Holmar, slovenski glasbenik, * 14. september 1869, zaselek Samotni mlin pri Vodicah nad Kamnikom, † 9. december 1945, Višnja Gora.

## Življenje in delo
Holmar je po končani Orglarski šoli v Ljubljani deloval kot organist v Mekinjah pri Kamniku in drugih krajih po Sloveniji. Zaradi osebnih problemov se je izselil v ZDA, kjer je oktobra 1905 postal organist v župniji sv. Vida v Clevelandu. Holmar je v ambiciji vsestranskega kulturnega poslanstva in verjetno tudi pod vplivom prvega slovenskega pevskega društva Lira iz Kamnika, leta 1912 ustanovil Slovensko katoliško pevsko društvo Lira s sedežem v župniji sv. Vida, s katerim je priredil številne koncerte.
Holmar je okoli leta 1913 priredil in v samozaložbi izdal cerkveno pesmarico »Slava Bogu«, obsegajočo 251 pesmi raznih skladateljev, od katerih je 12 njegovih. Leta 1923 je pod naslovom Ameriška Slovenska Lira, prav tako v samozaložbi, izdal še 11 pesmi za moške mešane zbore in se še istega leta vrnil v domovino, se poročil in živel v Višnji Gori, kjer je umrl leta 1945.